# Kamieniołom w Targanicach

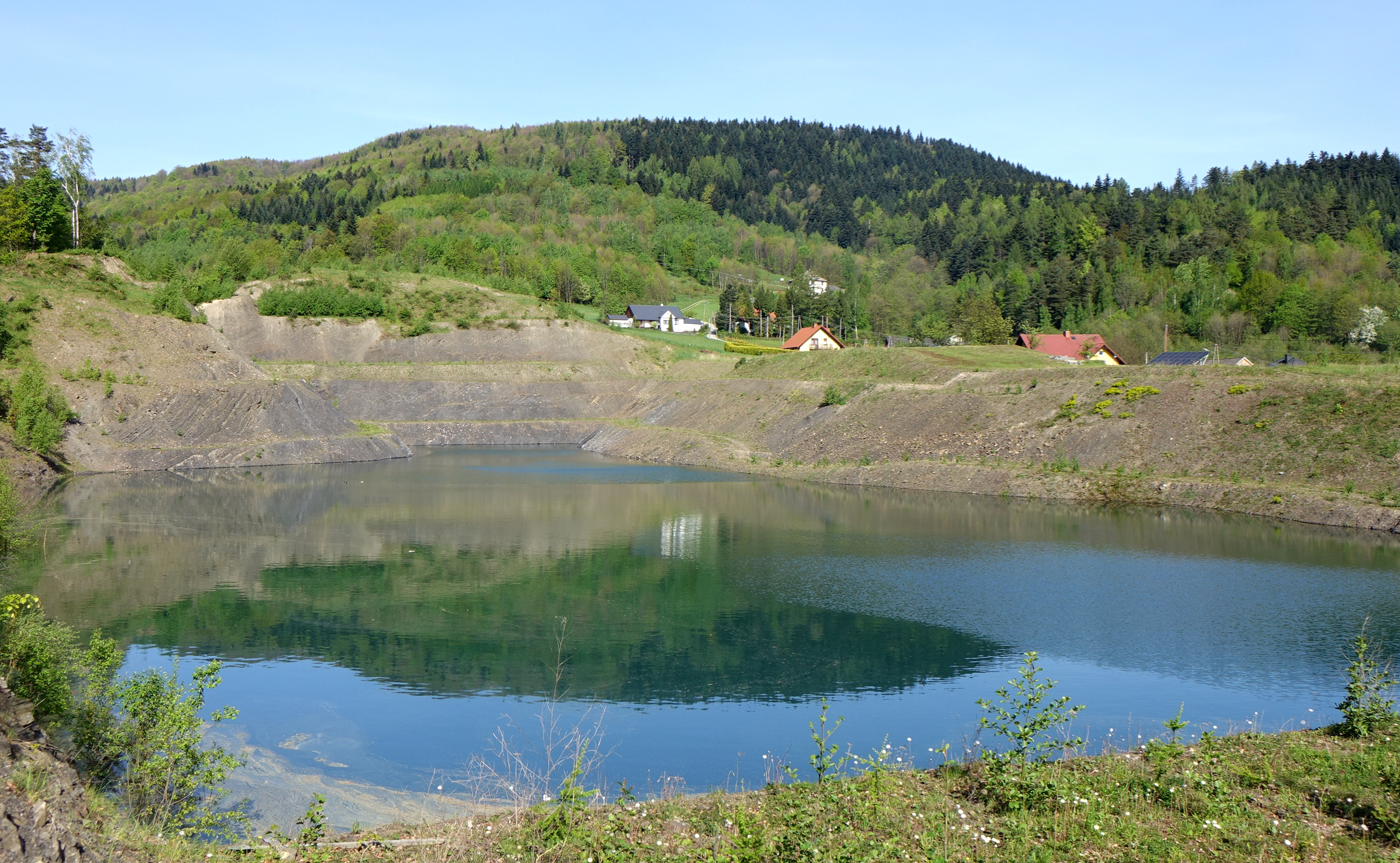
Wyrobisko kamieniołomu, nad nim Złota Górka

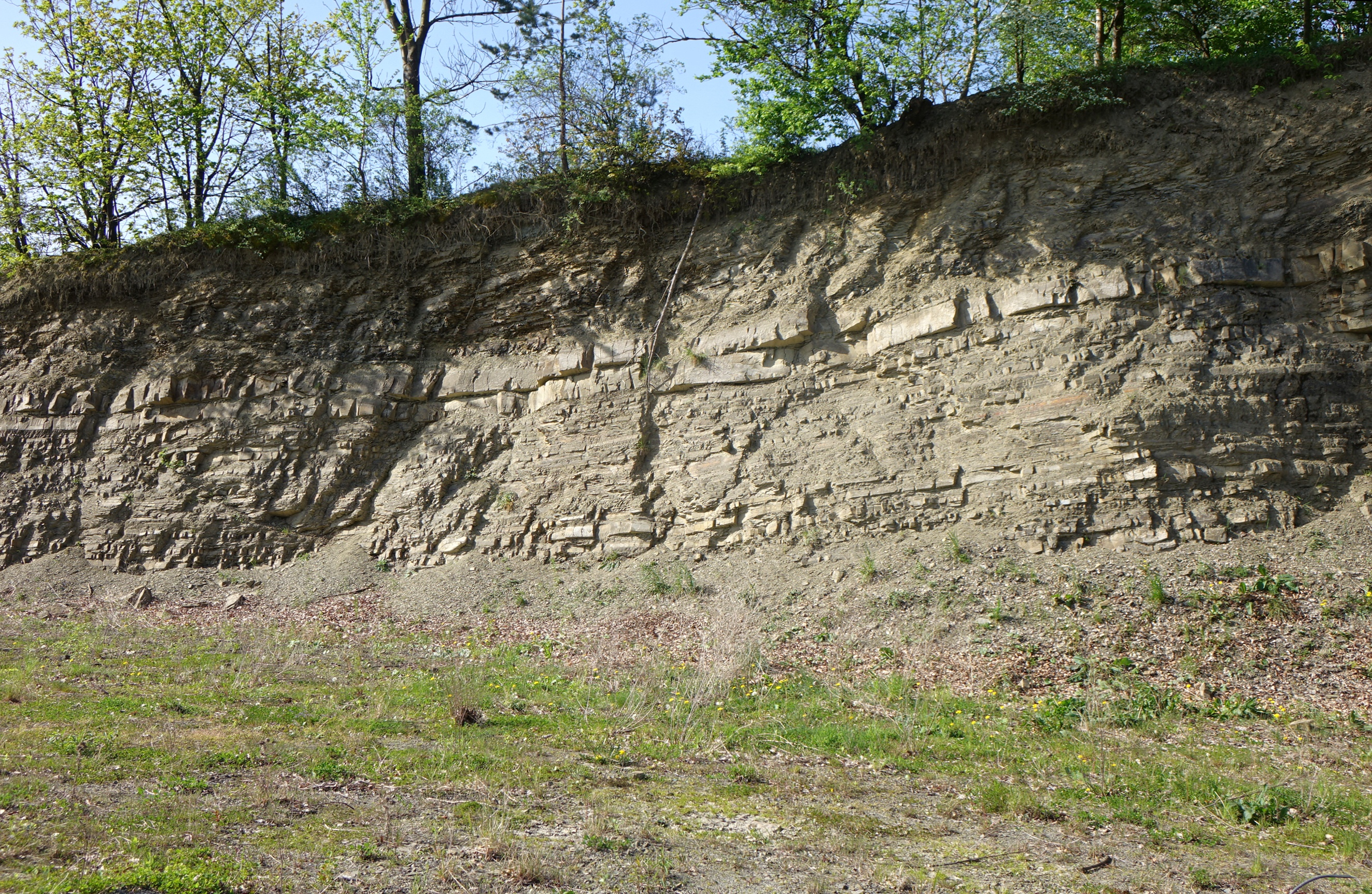

Kamieniołom w Targanicach – nieczynny kamieniołom piaskowca w Targanicach w województwie małopolskim, w powiecie wadowickim, w gminie Andrychów.
Kamieniołom znajduje się na północnym i wschodnim stoku góry Kiczora (477 m). Najniżej położoną część jego wyrobiska wypełniła woda i znajduje się w nim zbiornik wodny. Pod koniec XIX wieku w kamieniołomie pracowało około 50 osób, było to więc ważne dla miejscowej ludności źródło utrzymania. Z wydobywanego w kamieniołomie piaskowca wytwarzano m.in. pomniki. Ostatnim jego właścicielem była spółka ATS-BUD. W 2021 r. kamieniołom zamknięto i dokonano przekwalifikowania jego terenu na teren leśny i pastwisko. W 2022 roku brak koncepcji zagospodarowania terenu po nieczynnym kamieniołomie.